# Chemins d'Assise
Chemins d'Assise est une association française loi de 1901 fondée en 2004 ayant pour objet « la mise en place, la promotion, le développement et le maintien d'un itinéraire pédestre au départ de Vézelay jusqu'à Assise ».

## Historique
L'objectif des fondateurs est de créer un chemin de pèlerinage, comportant donc des dimensions religieuse, spirituelle et culturelle, entre Vézelay et la ville de saint François d'Assise, ceci s'inscrivant dans le renouveau, au tournant des XXe et XXIe siècles, des valeurs cultivées par ce saint : respect et amour de la nature, sobriété, fraternité et protection des faibles, paix et tolérance. Le choix de Vézelay comme lieu de départ résulte du fait que c'est sur ce site, à la Cordelle, qu'a été fondé en 1217 le premier couvent franciscain de France,,,.

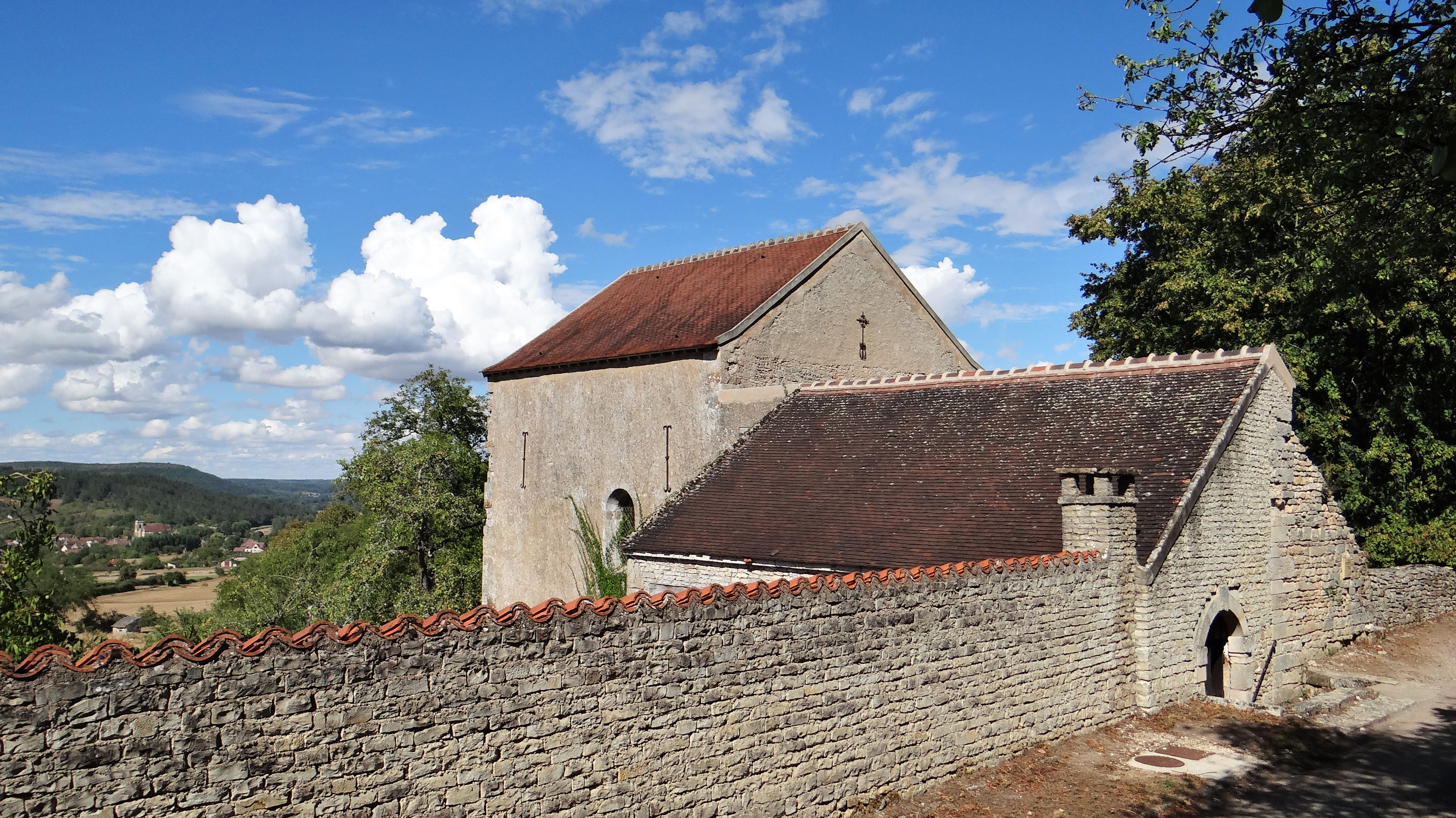
Chapelle de la Cordelle, Vézelay

## Caractéristiques

### Tracé
L'itinéraire complet est long de 1 500 km, dont 650 en France et 850 en Italie, et il faut compter environ 70 jours pour le parcourir à pied. Il traverse le Morvan, le Mâconnais, le Beaujolais, la Dombes, la Chartreuse, Belledonne, la Maurienne, entre en Italie par le col du Mont-Cenis, puis traverse le Piémont, la Lombardie, la Ligurie, la Toscane et l'Ombrie où il rejoint Assise. Quelques lieux de spiritualité chrétienne se trouvent sur le parcours ou à proximité : Taizé, Cluny, Ars, la Grande Chartreuse. Un article du quotidien La Repubblica décrit l'itinéraire et publie  une carte du tronçon italien.

### Assistance
L'adhésion à l'association (en 2022, le coût est de 12 euros) donne accès par smartphone ou édition sur papier, à des topo-guides, et à des informations relatives aux ressources et aux hébergements locaux. Compte tenu de la relativement faible fréquentation du chemin d'Assise, les conditions d’hébergement et d’équipement sont quelquefois rares et parfois rudimentaires.

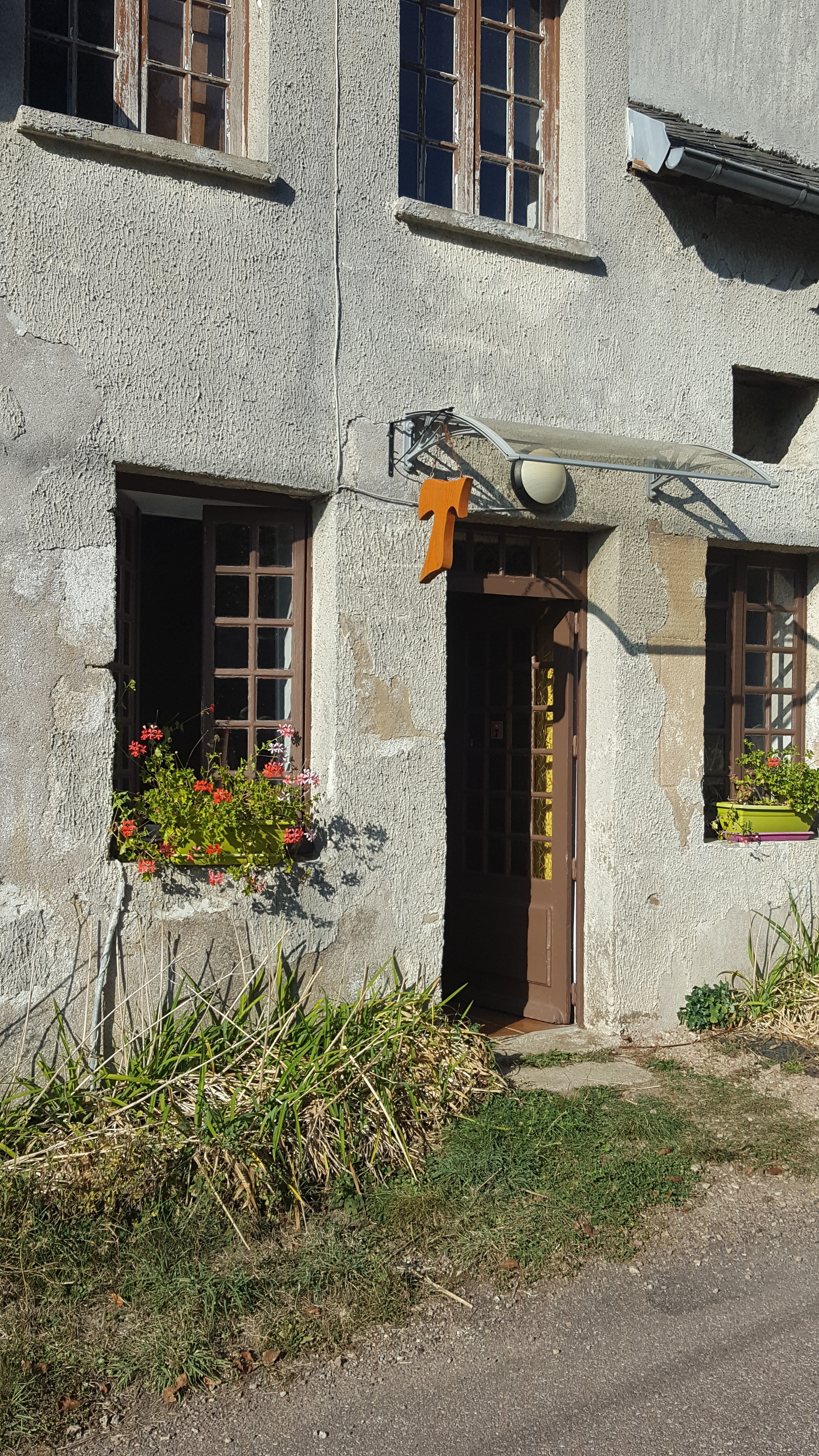
Maison d'accueil des pèlerins dans le Morvan

Un balisage spécifique, constitué d'un tau noir et d'une colombe blanche sur fond orange, est implanté sur l'itinéraire, sauf là où il emprunte un chemin de randonnée déjà clairement balisé, par exemple les GR, GRP, AV (Alta Via), VF (Via Francigena), auquel cas ne sont marquées que les jonctions,.

## Témoignages
Si la plupart des marcheurs s'attachent surtout à la démarche spirituelle du pèlerinage, certains sont particulièrement sensibles aux beautés de la montagne, d'autres s'écartent parfois de l'itinéraire pour visiter des sites touristiques,.  Plusieurs racontent ou écrivent leur expérience à leur retour,,.